# Tredagarsfeber

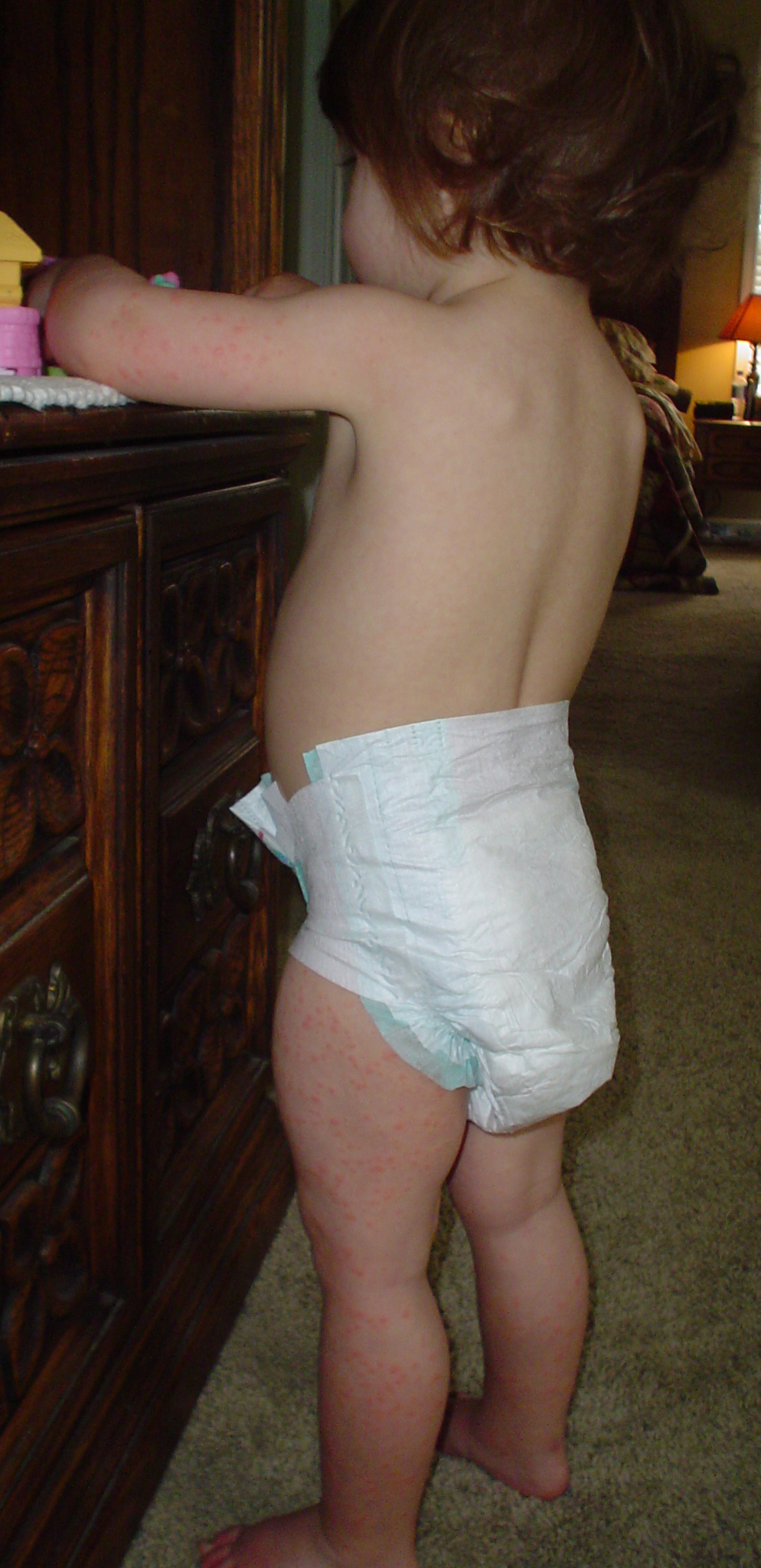
Tredagarsfeber hos en 21 månader gammal flicka.

Tredagarsfeber, eller exanthema subitum, är en barnsjukdom som orsakas av humant herpesvirus typ 6 (HHV-6).  Huvudsymtomet är hög feber under 2-3 dagar, därav namnet.  Ibland följs febern av röda utslag. Normalt går sjukdomen över av sig själv, utan särskild behandling.  Sjukdomen är mycket vanlig, en stor del av alla barn får den någon gång.